# 三重県立津高等技術学校
三重県立津高等技術学校（みえけんりつ つこうとうぎじゅつがっこう、英語: Tsu Advanced Vocational Technical Training School）は、三重県津市高茶屋小森町にある職業能力開発促進法に基づいた公立の職業能力開発校である。普通課程と短期課程を開設する。敷地内に三重県人材開発センターを併設する。
修了生は職業訓練法人アマダスクール主催の「優秀板金製品技能フェア」で、3年連続金賞を獲得するなど活躍している。

## 設置訓練科
（）内は1学年の定員。

### 普通課程
すべて2年制
- 機械制御システム科（20）
- 電子制御情報科（15）
- 自動車技術科（20）
- メタルクラフト科（15）

### 短期課程
6か月制
- パソコンCAD科（10）
- 設備配管科（15）
- 住宅サービス科（15）
- 販売ビジネス科（10）
- 金属成形科（10）

1年制
- 建築施工科（10）
- OA事務科（10）：身体に障害のある人のみ、三重県身体障害者総合福祉センターで学ぶ。

## 沿革
- 1945年（昭和20年）10月5日[1] - 一志郡久居町に「三重県建築木工技術者養成所」として開校[4]。
- 1946年（昭和21年）8月31日[1] -  三重県建築木工技術者養成所を「三重県建築木工久居補導所」に改称[4]。
- 1947年（昭和22年）10月1日[1] -  津市岩田西浦に「三重県自動車整備工補導所」を設置[4]。
- 1948年（昭和23年）4月1日[1] - 三重県建築木工久居補導所を「三重県立一志公共職業補導所」に、三重県自動車整備工補導所を「三重県立津公共職業補導所」にそれぞれ改称[4]。
- 1950年（昭和25年）2月1日[1] - 三重県立津公共職業補導所を津市伊予町に移転[4]。
- 1954年（昭和29年）2月1日[1] - 三重県立一志公共職業補導所と三重県立津公共職業補導所を統合し現校地に移転、「三重県津綜合公共職業補導所」となる[4]。
- 1955年（昭和30年）4月1日[1] - 「三重県津公共職業補導所」に改称[4]。
- 1958年（昭和33年）4月1日[1] - 「三重県津職業訓練所」に改称[4]。
- 1970年（昭和45年）1月20日 - 「三重県津専修職業訓練校」に改称[5]。
- 1975年（昭和50年）7月1日 - 三重県人材開発センターを設置[1]。
- 1976年（昭和51年）4月1日 - 「三重県立津高等職業訓練校」に改称[1]。
- 1983年（昭和58年）4月1日 - 「三重県津高等技術学校」に改称[6]。
- 1999年（平成11年）4月1日 - 四日市高等技術学校を吸収し、「三重県津高等技術学校四日市教室OA事務科」を設置[7]。
- 2000年（平成12年）3月31日 - 「三重県津高等技術学校四日市教室OA事務科」を廃止し、翌日から「三重県津高等技術学校四日市出張所」に変更[7]。
- 2005年（平成17年）6月28日 - 普通課程の入校選抜料・入校料・授業料を有料化[8]。

## 施設
敷地面積は20,176.89m2、建物面積は10,667.845m2である。
- 管理棟（鉄筋コンクリート2階建て）
- 教室棟（2棟ある）
- 実習場（5棟ある）
- 寄宿舎（鉄筋コンクリート2階建て）
- 学生ホール（食堂）
- グラウンド、駐輪場、駐車場

## 行事
2学期制
前期
- 4月 - 入校式、オリエンテーション
- 5月 - 防災訓練、個別懇談
- 6月 - オープンキャンパス（学校見学）、就職ガイダンス
- 7月 - 前期技能検定、オープンキャンパス（学校見学）
- 8月 - 夏季休業、オープンキャンパス（実習体験）
- 9月 - オープンキャンパス（実習体験）、推薦入校選考、前期定期試験、短期課程修了式

後期
- 10月 - 短期課程入校式、一般入校選考、普通救命講習
- 11月 - 三重県職業能力開発促進大会、就職ガイダンス
- 12月 - 技能検定成績優秀者表彰式、冬季休暇
- 2月 - 普通課程2年技能照査、後期定期試験、後期技能検定
- 3月 - 修了式、春季休業

## 周辺
国道165号沿いに校門がある。三重交通路線バス「高茶屋団地前」バス停より徒歩約5分（約400m）、JR紀勢本線高茶屋駅より徒歩約15分である。
- 三重県警察学校
- F1マート津南店
- コープみえ津南センター
- 日本板硝子津事業所
- 三重中央自動車学校
- 三重県立盲学校
- 津市立南郊中学校

## 免許・資格
- 職業訓練指導員免許
- 技能士
- 技能士補

## 関連事項
- 職業能力開発校
- 障害者職業能力開発校